# Brittiska sjukan
Brittiska sjukan (originaltitel: Britannia Hospital) är en brittisk film (drama/komedi/satir) från 1982, regisserad av Lindsay Anderson och med filmmanus av David Sherwin.
Filmen hade biopremiär i Storbritannien den 27 maj 1982.

## Rollista
- Leonard Rossiter - Vincent Potter
- Brian Pettifer - Biles
- John Moffatt - Greville Figg
- Fulton Mackay - Chief Superintendant Johns
- Vivian Pickles - Matron
- Barbara Hicks - Miss Tinker
- Graham Crowden - Professor Millar
- Jill Bennett - Dr. MacMillan
- Peter Jeffrey - Sir Geoffrey
- Marsha A. Hunt - Nurse Amanda Persil
- Catherine Willmer - Dr. Houston
- Mary MacLeod - Casualty Sister
- Joan Plowright - Phyllis Grimshaw
- Robin Askwith - Ben Keating
- Dave Atkins - Sharkey
- Malcolm McDowell - Mick Travis
- Arthur Lowe - patient

## Om filmen
Tredje och sista filmen i en trilogi som också består av If.... (1968) och O Lucky Man! (1973).